# Почтальон всегда звонит дважды (фильм, 1946)
«Почтальон всегда звонит дважды» (англ. The Postman Always Rings Twice) — один из классических фильмов в жанре нуар, вышедший на американские киноэкраны в 1946 году. Третья экранизация одноимённого романа Дж. Кейна (после фильмов «Последний поворот» Пьера Шеналя и «Одержимость» Лукино Висконти).

## Сюжет
Безработный Фрэнк Чемберс, добирающийся  автостопом из Сан-Франциско в Сан-Диего в поисках работы, заходит перекусить  в придорожную забегаловку неподалёку от Лос-Анджелеса. Её владелец Ник Смит предлагает Фрэнку работать у него. Фрэнку не очень нравится это место, но, увидев Кору, молодую привлекательную жену Ника, он влюбляется и остаётся работать за небольшие деньги и бесплатную комнату, в которой вскоре появляется Кора. Она признаётся, что не любит пожилого мужа, но вышла за него из-за денег, чтобы вырваться из  своей убогой жизни.
Кора соглашается сбежать с Фрэнком, но не хочет всё начинать сначала без денег. Она уговаривает любовника на убийство супруга в надежде завладеть его деньгами и всем имуществом. Любовники решают убить Ника в ванной, но непредвиденная случайность спасла ему жизнь. Пока Ник находится в больнице, любовники наслаждаются друг другом. Полиция тщательно проверяет обстоятельства несчастного случая, и Фрэнк понимает, что попал под подозрение. Фрэнк не может убедить Кору бросить всё и уехать с ним. Фрэнк уходит из её дома.
Но он не может забыть Кору. Ник случайно встречает его в Лос-Анджелесе и привозит обратно. Ник признаётся Коре, что решил продать своё кафе и на вырученные деньги они смогут не работать, наслаждаясь жизнью. Но Кора не хочет жить в Канаде, в доме парализованной сестры Ника, куда тот хочет уехать. По дороге Фрэнк и Кора сталкивают машину с обрыва, инсценируя автокатастрофу. Но ехавший следом окружной прокурор подозревает их в убийстве. Доведённая до отчаяния Кора делает признание в убийстве мужа. Однако хитрый адвокат Китс сумел добиться оправдательного приговора.
Кафе Коры процветает. Сюда приезжают, чтобы посмотреть на ту, которая убила мужа и не понесла наказания. Сюда приезжает и Кеннеди, чтобы предложить выкупить у него то признание, которое Кора дала ему. Фрэнку удалось выбить из него злосчастную бумагу и оставить шантажиста ни с чем. Когда любовники уже готовы воссоединиться, происходит нелепая случайность — вторая автокатастрофа, в которой погибает Кора.
Фрэнк обвиняется в организации обеих аварий.

## В ролях
- Лана Тёрнер — Кора Смит
- Джон Гарфилд — Фрэнк Чемберс
- Сесил Келлауэй — Ник Смит
- Хьюм Кронин — Артур Китс
- Леон Эймс — Кайл Сэкетт
- Одри Тоттер — Мэдж Горленд
- Алан Рид — Эзра Лайам Кеннеди
- Джефф Йорк — Блэр
- Моррис Анкрум — судья (в титрах не указан)

## Название
Название фильма и книги носит иносказательный характер. Никаких почтальонов в кадре не появляется. «Как и почтальон, Провидение всегда звонит дважды» — так объяснял смысл названия романа его автор. Ирония судьбы в том, что слепая Фемида оправдывает реально совершившего убийство преступника, однако затем признаёт его виновным уже в том убийстве, которого он не совершал.